# Штайнебах-ан-дер-Від
Штайнебах-ан-дер-Від (нім. Steinebach an der Wied) — громада в Німеччині, розташована в землі Рейнланд-Пфальц. Входить до складу району Вестервальд. Складова частина об'єднання громад Гахенбург.
Площа — 8,30 км2. Населення становить 822 ос. (станом на 31 грудня 2020).

## Галерея

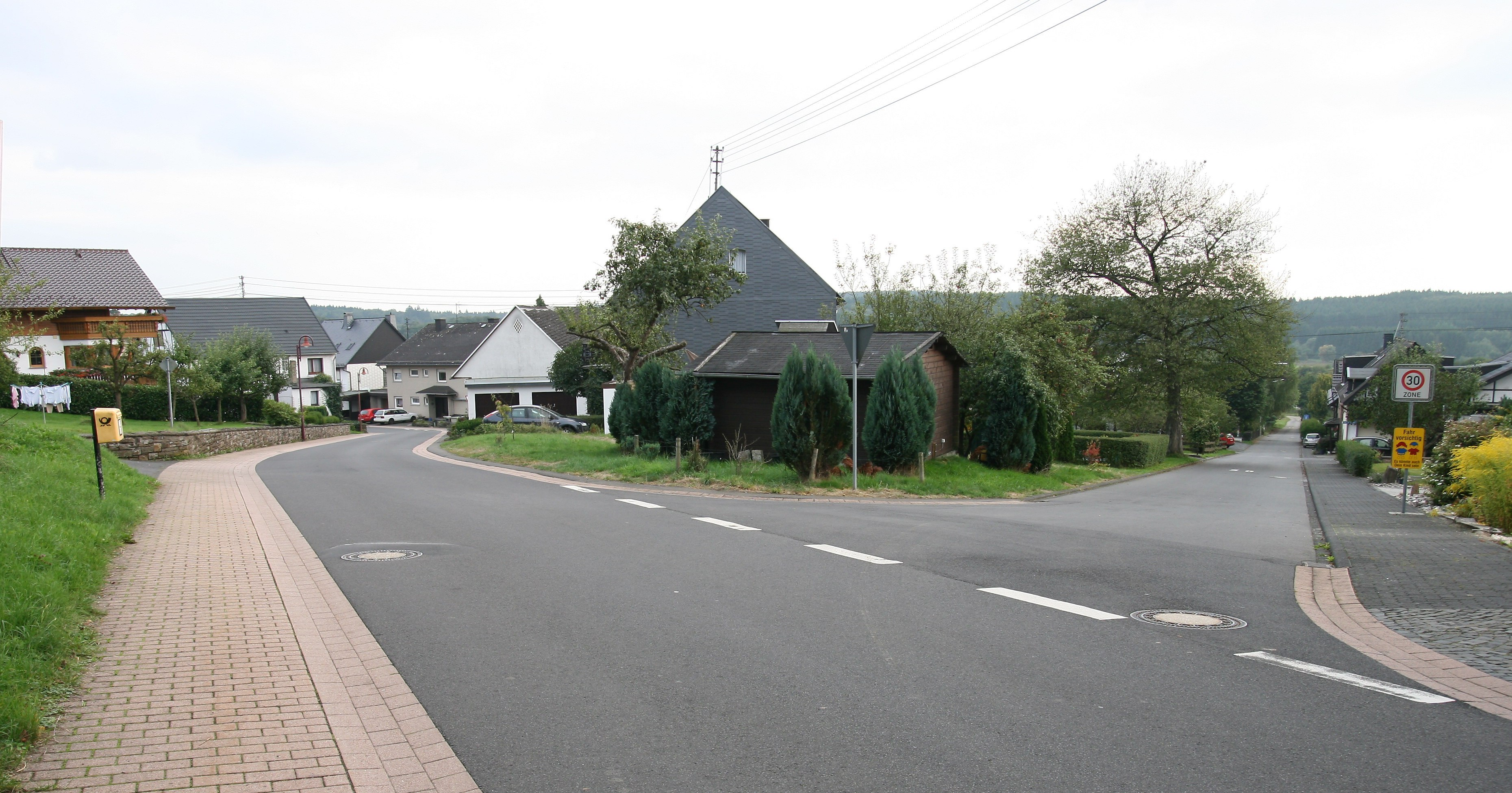
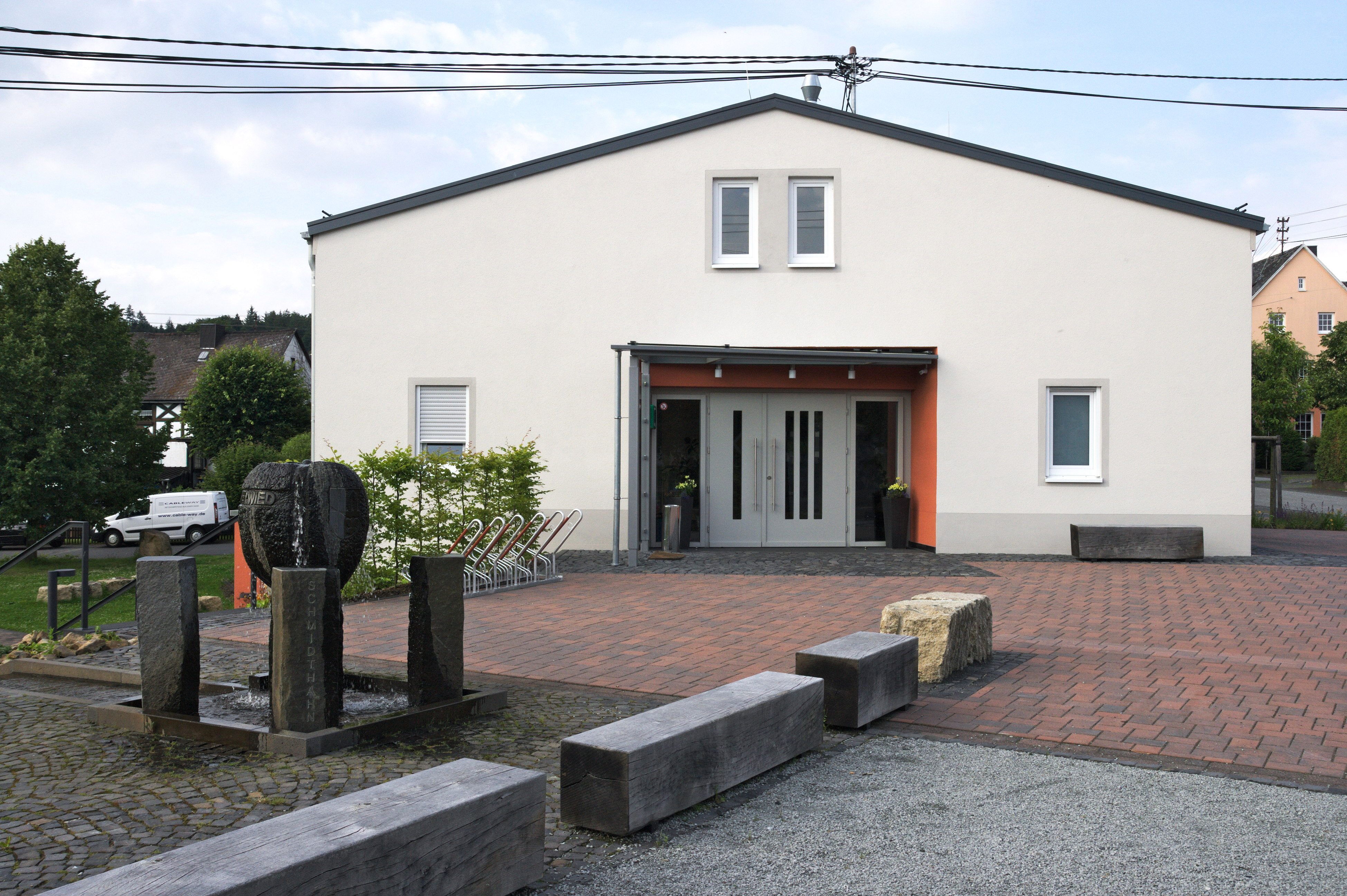
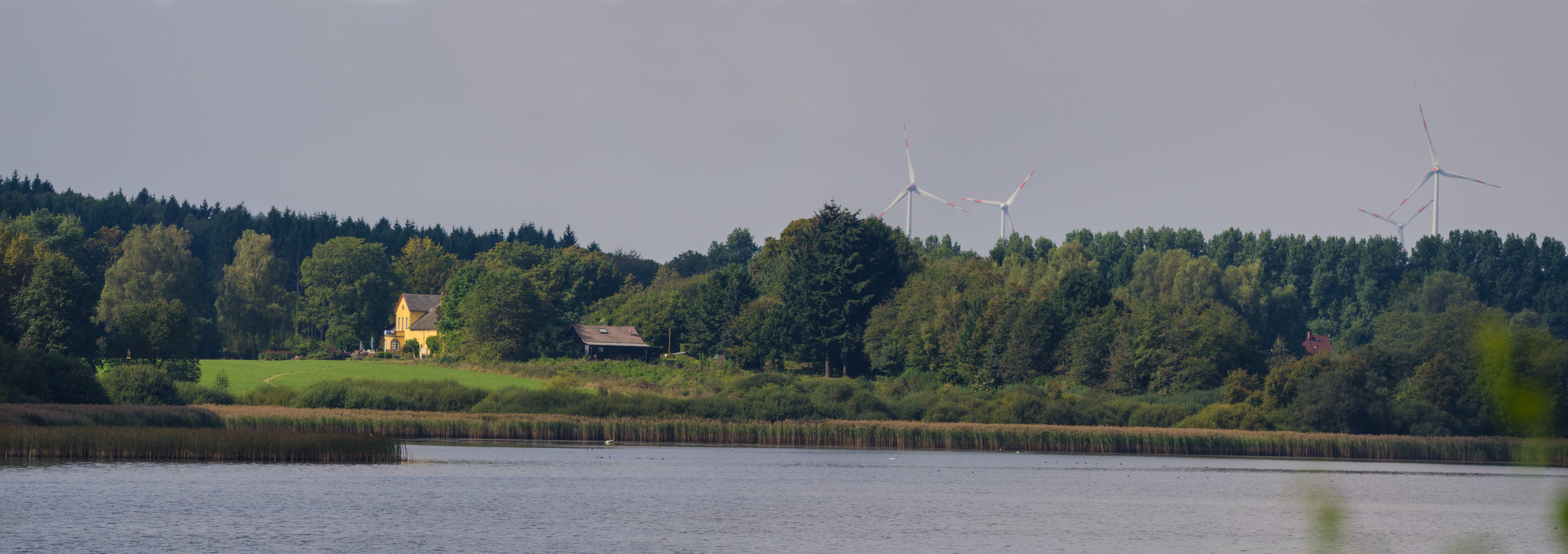
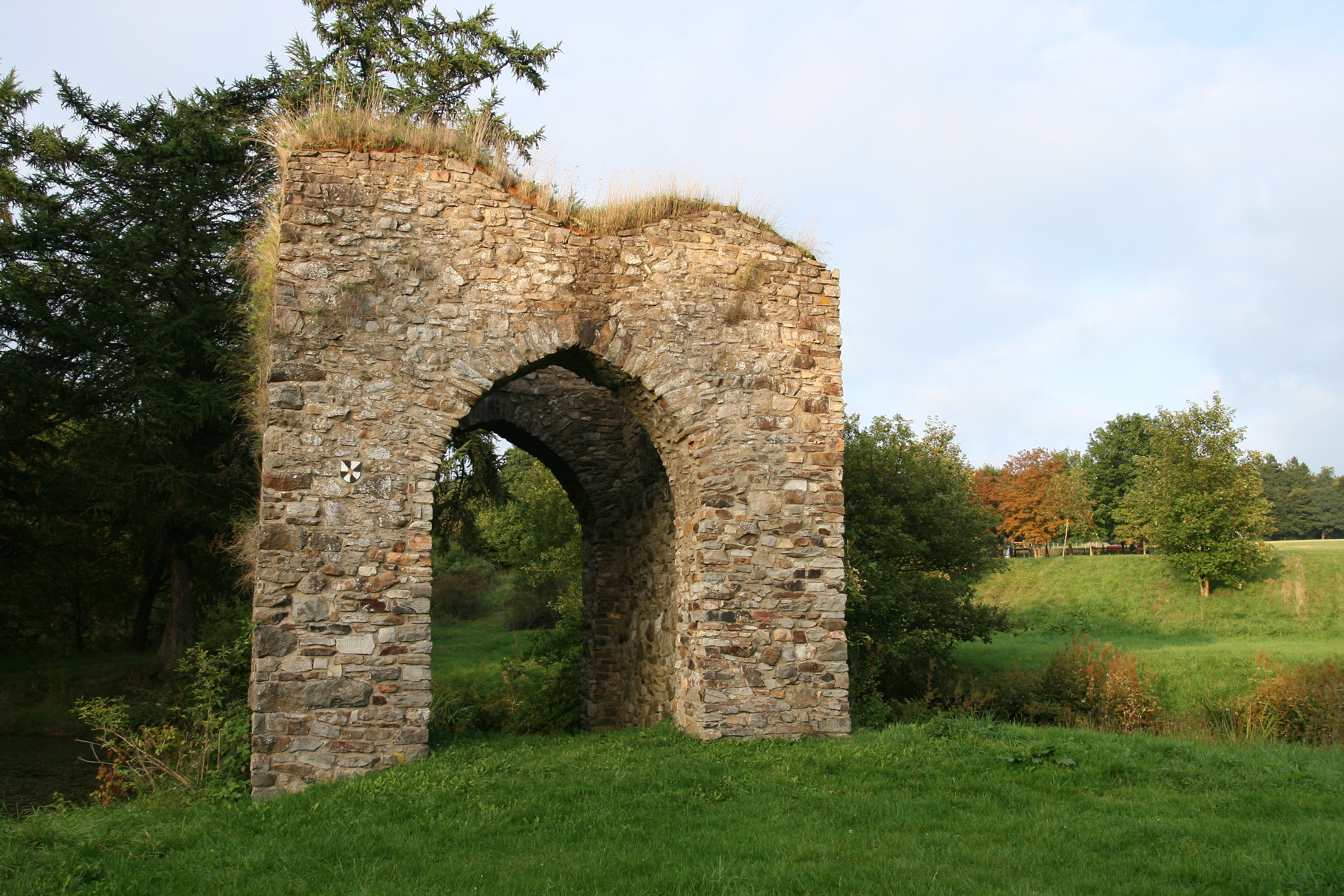
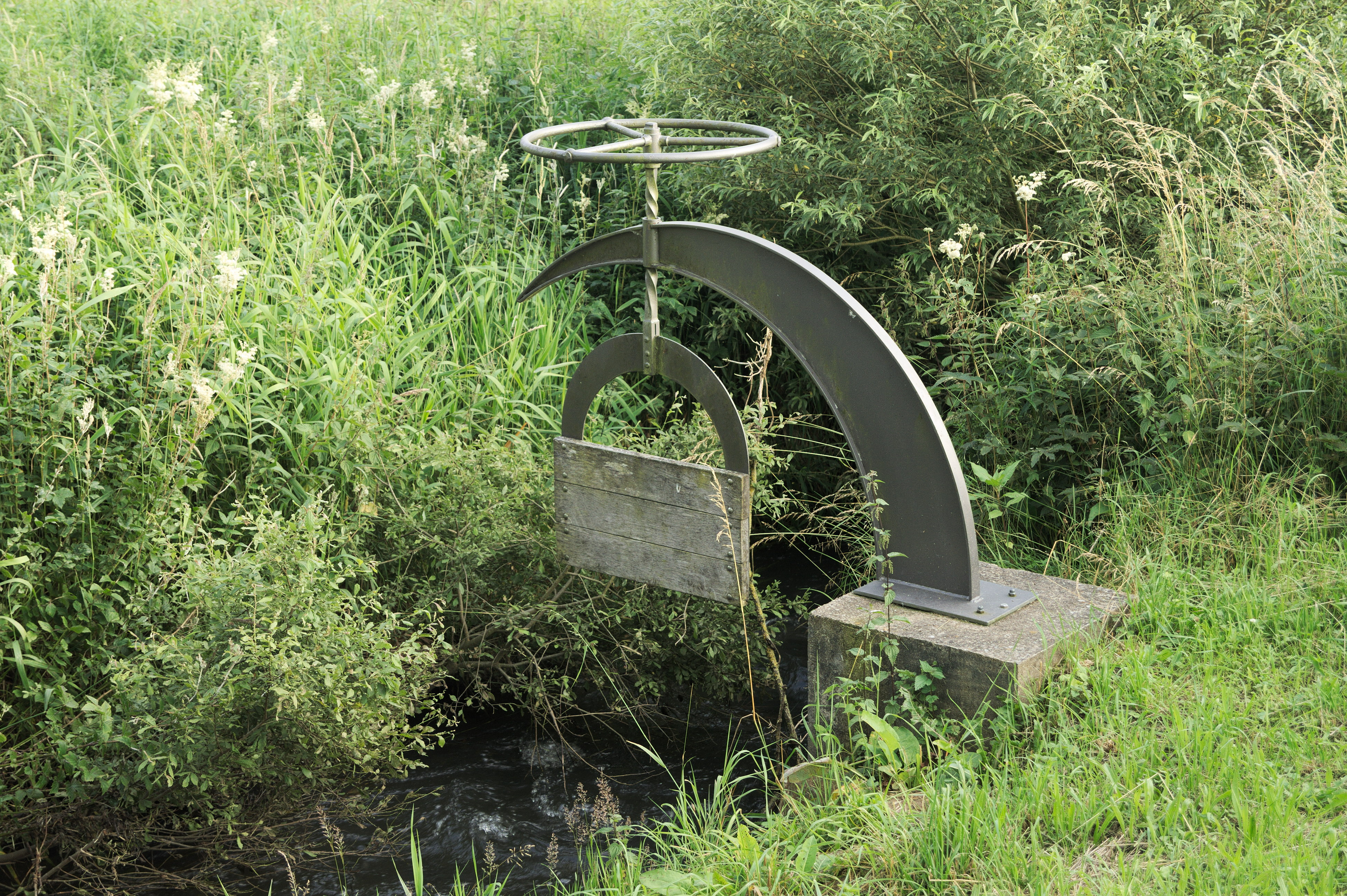